# Шэнь Цзюнь
Шэнь Цзюнь (кит. упр. 沈俊; 5 октября 1986, Шанхай) — китайский футболист, вратарь клуба Суперлиги «Шанхай Шеньхуа».

## Карьера
Шэнь Цзюнь начал выступать в родном Шанхае, где играл за молодёжную команду «Шанхай Шэньхуа». В 2004 году перешёл в команду Университета Дунхуа и выступал в Китайской футбольной лиге колледжей. В 2009 году его подписал клуб Суперлиги «Гуйчжоу Жэньхэ», сразу же после окончания университета. Дебют состоялся 2 августа 2009 года в матче против «Чэнду Блэйдс», в котором его команда уступила со счётом 2-0. В 2009 году выходил на поле в четырёх матчах. В сезоне 2010 года стал основным вратарем команды, принял участие в 27 матчах. Однако в 2011 году уступил место в основе Чжан Ле. В 2012 году вместе с командой переехал в Гуйчжоу.

## Достижения
Университет Дунхуа :
- Чемпион Китайской футбольной лиги колледжей : 2004/05